# 高林豹
高林豹（英語：Danny Ko Lam Pau），香港電影導演會會員。是一位電影及電視劇多方位制作人。他早年就讀荃灣官立工業中學，熱愛戲劇，十四歲加入荃灣青年劇藝社，參加多部大型舞台劇的台前演出及幕後工作。
1986年加入香港亞洲電視當助理編導，1989年升為編導。1994年首次執導電影九九九誰是兇手。
憑電影二月三十榮獲第二屆香港評論學會推薦電影；榮獲第一屆香港電影金紫荊奬最富創意獎；獲選為1996年度香港國際電影節95年度香港回顧電影。
1997年開始在中國內地製作電視劇，監製和導演多部國內高收視率劇集：花千骨；無心法師；；一夜新娘；少年包青天（第一部）；一腳定江山；少天大欽差；有房出租等…。亦曾為中央台監製及導演主旋律劇：奔騰向海洋和格達活佛。
2008年與陳嘉上聯合導演電影畫皮。
2011年又與陳嘉上聯合導演電影画壁。
電視劇真命小和尚之十二銅人更榮獲1999年中國電視中國電視金鷹獎最佳合拍片。
2015年榮獲中國最具影響力的電視劇導演。
2020年至2021年於香港浸會大學修畢電影電視與數碼媒體藝術（製作）碩士學位。

## 簡歷
他從小便熱愛戲劇，青年時期被話劇導師梁時傑導演啟蒙。歷任荃灣青年劇藝社主席。
1986年加入香港亞洲電視當「助理編導」,1989年晉升為「編導」。
1992年加入永盛音像娛樂有限公司擔任「導演」及「行政總監助理」，專責電視電影製作及行政工作。1993年加盟寶耀電影製作有限公司，參與行政、故事創作及電影導演工作。
1997年，被邀請到中國內地製作電視劇至今。現是自由身（電影及電視）監製／導演。

## 作品列表
- 2021 電視劇 春花爛漫陳小豬(導演)
- 2020 電視劇 玲瓏狼心(導演)
- 2019 電視劇 打天下 (導演)
- 2019 電視劇 一夜新娘（導演）
- 2018 電視劇 百慕迷踪（監製/導演）
- 2018 電視劇 超能造夢（監製/導演）
- 2017 電視劇 尋找前世之旅第一季、第二季（監製/導演）
- 2016 電視劇 重返20岁（联合导演）
- 2016 電視劇 青丘狐传说（联合导演）
- 2015 電視劇 花千骨（联合导演）
- 2015 電視劇 無心法師（聯合導演）
- 2014 電視劇 真爱不放手（監製/導演）
- 2013 電視劇 我家有个赵大咪（監製/導演）
- 2011 電視劇 真爱谎言（監製/導演）
- 2010 電視劇 畫皮（監製/導演）
- 2010 電影 畫壁 （聯合導演）
- 2009 电视剧 痞子英雄 （聯合導演）
- 2008 電影 畫皮 （聯合導演）
- 2007 動漫電影中國女排前傳（導演）
  - 電視電影絕愛（監製/導演）
- 2006 電視劇 月缺（導演）
  - 電視劇 機場大廳（導演）
- 2005 電視劇 格達活佛（導演）（為配合西藏自治四十周年拍攝之主旋律劇）
- 2004 電視劇 男男女女（監製／導演）
- 2003　電視劇(630劇場)玫瑰玫瑰我愛你（聯合導演）
  - 電視劇少年大欽差（監製／導演）
- 2002  電視劇(630劇場)男人四十跑出租（聯合導演）
  - 電視劇奔騰向海洋（監製／導演）（為配合十六大拍攝之主旋律劇）
- 2001  電視劇(630劇場)新幸福街（聯合導演）
  - 電視劇陳真（聯合導演）
  - 電視劇有房別出租（監製／導演）（上海文廣電視劇頻道2002年收視十大）
- 2000  電視劇少年包青天（聯合導演）
  - 電視劇包公生死劫（監製／導演）
- 1999　電視劇一腳定江山（監製／導演）
  - 電視劇鏡花緣傳奇（聯合導演）
  - 電視電影五鬼運財（導演）
  - 電視電影富豪驚夢（導演）
  - 電視電影百億私煙（導演）
- 1998  電視劇有房出租（導演／監製）（創上海衛視1999年度最高收視點20點）	
  - 電影拜六禮拜（導演）
  - 電視劇戰國紅顏:西施（聯合導演）
- 1997　電影猛鬼通宵陪住你（策劃／故事）
  - 電視劇原野（聯合導演）
  - 電視劇鐵血男兒（聯合導演）
  - 電視劇真命小和尚之十二銅人（聯合導演）（榮獲1999年中國電視金鷹獎最佳合拍片）
- 1996　電影七月十三之龍婆（策劃／故事）
  - 電影血腥Ｆｒｉｄａｙ（導演／編劇）
- 1995　電影二月三十（導演／故事）（榮獲第二屆香港評論學會推薦電影；榮獲第一屆香港電影金紫荊最富創意獎；獲選為1996年度香港國際電影節95年度香港回顧電影）
- 1994　電視電影無言感激（導演／故事）（榮獲93-94年度香港有線電視十大最受歡迎電視電影）
  - 電影九九九誰是兇手（導演／故事）
  - 電影終生大事（策劃／故事）（榮獲第一屆香港評論學會推薦電影）
- 1993　電視電影黑豹傳說２－絕響之城（導演）（榮獲93-94年度香港有線電視十大最受歡迎電視電影）

## 外部連結
- 高林豹danny的新浪微博
- 高林豹在互联网电影资料库（IMDb）上的資料（英文）（英文）
- 在AllMovie上高林豹的頁面（英文）
- 高林豹在香港影庫上的簡介
- 高林豹在豆瓣上的资料（简体中文）
- 高林豹在时光网上的簡介（简体中文）
- 中文電影資料庫 - 高林豹 （页面存档备份，存于）
- 香港電影資料館 - 高林豹[永久]